# Oliver Stapleton
Oliver C. Stapleton (* 12. April 1948 in London, Großbritannien) ist ein britischer Kameramann.

## Leben
Stapleton wuchs in Südafrika auf, wo er in Kapstadt die Universität besuchte und Amateurfilme drehte. Zurück in England, besuchte er bis 1980 die National Film and Television School seiner Geburtsstadt London und arbeitete anschließend als Kameramann für Musikvideos mit seinem Filmschulen-Kommilitonen Julien Temple. Eine seiner bekanntesten Arbeiten in diesem Bereich war das a-ha-Video The Sun Always Shines on T.V. Stapleton gewann bei den MTV Video Music Awards in der Kategorie 'Best Cinematography in a Video' den Kamerapreis.
Mitte der 80er Jahre wechselte Stapleton endgültig zum Kinofilm, für den er bereits zu Beginn desselben Jahrzehnts erstmals gearbeitet hatte. Dort avancierte er rasch zum wichtigsten Fotografen des neuen britischen Avantgarde-Kinos für das Stapleton so bedeutende Inszenierungen wie Stephen Frears’ Mein wunderbarer Waschsalon, Das stürmische Leben des Joe Orton und Sammy und Rosie tun es in ungewöhnliche Bilder fasste. Daraufhin begann sich Hollywood für ihn zu interessieren, und Stapleton übersiedelte 1987 nach Los Angeles.
In der Folgezeit stand er bei einer Reihe von überwiegend konventionellen, wenngleich hochprofessionell umgesetzten A-Produktionen hinter der Kamera: glatte Mainstream-Unterhaltung, die den ambitionierten Kameramann – Ausnahme: eine weitere Zusammenarbeit mit Frears, „Grifters“ – jedoch nur selten als Bildkünstler forderte.

## Filmografie (Auswahl)
| - 1982: The Secret Policeman’s Other Ball (Dokumentation) - 1983: Mantrap - 1985: Die Touristenfalle (Restless Natives) - 1985: Mein wunderbarer Waschsalon (My Beautiful Laundrette) - 1985: Running Out of Luck - 1986: Absolute Beginners – Junge Helden (Absolute Beginners) - 1987: Das stürmische Leben des Joe Orton (Prick Up Your Ears) - 1987: Chuck Berry – Hail! Hail! Rock’n’Roll (Chuck Berry: Hail! Hail! Rock’n’Roll, Dokumentarfilm) - 1987: Aria - 1987: Sammy und Rosie tun es (Sammy and Rosie get laid) - 1988: Zebo, der Dritte aus der Sternenmitte (Earth Girls Are Easy) - 1989: Cookie - 1989: Die Teufelin (She-Devil) - 1990: Grifters (The Grifters) - 1991: Gib’s ihm, Chris! (Let Him Have It) - 1992: Ein ganz normaler Held (Hero) - 1993: Kuck mal, wer da jetzt spricht (Look Who’s Talking Now) - 1995: Restoration – Zeit der Sinnlichkeit (Restoration) - 1996: Kansas City - 1996: Fisch & Chips (The Van) - 1996: Tage wie dieser … (One Fine Day) - 1997: The Designated Mourner | - 1998: Liebe in jeder Beziehung (The Object of My Affection) - 1998: Hi-Lo Country - 1998: Gottes Werk & Teufels Beitrag (The Cider House Rules) - 1999: Ein Sommernachtstraum (A Midsummer Night’s Dream) - 2000: State and Main - 2000: Das Glücksprinzip (Pay It Forward) - 2001: Birthday Girl – Braut auf Bestellung (Birthday Girl) - 2001: Army Go Home! (Buffalo Soldiers) - 2001: Schiffsmeldungen (The Shipping News) - 2002: Gesetzlos – Die Geschichte des Ned Kelly (Ned Kelly) - 2005: Ein ungezähmtes Leben (An Unfinished Life) - 2005: Casanova - 2005: The Hoax - 2007: Mein Freund, der Wasserdrache (The Water Horse: Legend of the Deep) - 2007: New York für Anfänger (How to Lose Friends & Alienate People) - 2008: Selbst ist die Braut (The Proposal) - 2010: Unthinkable – Der Preis der Wahrheit (Unthinkable) - 2010: Don’t Be Afraid of the Dark - 2011: Will – Folge deinem Traum (Will) - 2012: Unterwegs mit Mum (The Guilt Trip) - 2014: The Best of Me – Mein Weg zu dir (The Best of Me) - 2015: Miss Bodyguard (Hot Pursuit) - 2022: The People We Hate at the Wedding |